# Cesáreo Bustillo Iturralde
Cesáreo Bustillo Iturralde (Valladolid, 25 de febrero de 1807 - ¿?) fue un compositor y maestro de capilla español.

## Vida
Nació en Valladolid el 25 de febrero de 1807. Sus padres, José Matías y Felisa, y los abuelos eran originarios de Colindres, actualmente en Cantabria, de origen noble. Tenía un hermano mayor, José, cubero como su padre, que era 16 años mayor que Cesáreo; posiblemente hijo de un matrimonio anterior. Estuvo de niño de coro en la catedral del mismo Valladolid por espacio de once años, habiendo sido su primer maestro de solfeo don Fernando Haykens, que lo era de la misma Catedral; pero al fallecer este, le reemplazó en dicho magisterio el que lo era de la Catedral de Tarazona, Ángel Martinchique, con quien el joven Bustillo acabó de perfeccionarse en el solfeo, e hizo todos los estudios de la composición.
En 1824 se trasladó a Madrid para realizar el servicio militar, siendo destinado a la música del regimiento del Rey, primero de línea; pero habiendo sido después suprimidas por orden superior las bandas militares, pasó Cesáreo de escribiente a la oficina coronela del citado regimiento, hasta que solicitó y obtuvo ser colocado en el del Príncipe, tercero de línea, en su oficina de la mayoría, en donde siguió hasta 1828, que le fue expedida su licencia absoluta mediante la cantidad de 7 500 reales, que entregó en la Inspección general del arma, por pertenecer a la clase de nobles y con arreglo a la ley que regia sobre el particular en aquel entonces, como consta en la citada licencia absoluta, que obra en poder del interesado.
Vuelto Bustillo a Valladolid, una vez licenciado, permaneció en casa de sus padres, continuando solo los estudios de la composición, aunque es posible que también estudiase con Mariano Miguel de Reynoso Abril. En 1832 hizo oposición al magisterio de capilla de la catedral de Toledo, que obtuvo. Un año después, el 2 de septiembre de 1833, tomó posesión del cargo. Lo desempeñó por espacio de treinta y dos años y medio, pues en noviembre de 1864 fue nombrado por Isabel II capellán real de la citada iglesia primada, en cuyo destino continuaba en noviembre de 1867. Antes de presentarse Bustillo a la oposición citada, recibió algunas lecciones del Indalecio Soriano Fuertes, maestro compositor que a la sazón lo era de la Real Cámara de la Reina. Estando de maestro de la catedral de Toledo, Bustillo recibió todas las sagradas órdenes, desde la primera tonsura hasta el presbiterado.

## Obra
Entre las varias obras musicales que ha escrito este maestro, tenemos noticias solamente de las siguientes: varias vísperas a ocho voces con toda orquesta; dos juegos de lamentaciones a ocho voces con toda orquesta; diferentes misas a ocho voces con toda orquesta; tres Misereres, cuya duración es de una hora cada uno; responsorios a la Virgen, motetes al Santísimo, villancicos al Nacimiento del Señor, invitatorio, salmos, lecciones y misa de difuntos con responso; todo a dos coros y grande orquesta, como igualmente varias piezas, tanto para la catedral como para otras varias iglesias de dentro y fuera de Toledo, y también para bandas militares de distintos pueblos.
Todavía hubiera escrito más obras de no haberse suprimido en 1836 o 1837 la capilla de música que había en la catedral de Toledo.